# Kubuntu
Kubuntu je službeni derivat Ubuntu operativnog sistema koji koristi KDE okruženje umesto GNOME-a. Deo je Ubuntu projekta i koristi isti osnovni sistem. Kubuntu i Ubuntu mogu raditi uporedo instaliranjem ubuntu-desktop i kubuntu-desktop paketa. Svaki paket u Kubuntuu ima isti repozitorijum kao i Ubuntu .
Kubuntu projekat nastoji biti KDE-u ono što je Ubuntu GNOME-u: velika integrisana distribucija sa svim prednostima Ubuntua, ali sa KDE desktopom. Kubuntu se izdaje redovno i predvidivo; svaka nova verzija sadrži novu KDE verziju.
 - Sa Kubuntu stranice na Ubuntu Wikiju
Kubuntu znači "prema humanosti" u Bemba jeziku, i izgovara se /kùbúntú/. 

## Istorija i izdanja
Prvo izdanje Ubuntua je ugledalo svetlost dana 20. oktobra 2004. godine kao privremeno fork izdanje Debian GNU/Linux distribucije sa ciljem bržeg izdavanja verzija od Debiana, što doprinosi da uvek u sebi sadrži najsvežiji softver. Za razliku od drugih Debian fork-ova kao na primer Xandros, Linspire i Libranet, Canonical je ostao blizak Debian-ovoj filozofiji sa Ubuntu-om i koristi slobodan softver pre nego da se oslanja na ne slobodan.
Iako se već sa prvim izdanjem Ubuntu-a mogao instalirati KDE, sa sledećim izdanjem Ubuntu-a pojavilo se i prvo izdanje Kubuntu-a, verzija 5.04. Kubuntu prati isti sistem imenovanja kao i Ubuntu, i svako izdanje ima kodno ime, broj verzije baziran na godini i mesecu izdanja. Canonical LTD. obezbeđuje podršku i sigurnosne zakrpe za većinu Kubuntu izdanja i to u narednih 18 meseci od izdavanja. I Desktop CD i Alternative (instalacijski) CD za većinu x86 i AMD64 platformi su dostupni.
| Boja   | Značenje                    |
| ------ | --------------------------- |
| Crvena | Staro izdanje; nepodržano   |
| Žuta   | Staro izdanje; još podržano |
| Zelena | Trenutno izdanje            |
| Plava  | Buduće izdanje              |

| Verzija   | Datum izdavanja   | Kodno ime         | Podverzija | Podržano do | Zabeleške |
| --------- | ----------------- | ----------------- | ---------- | ----------- | --- |
| 5.04      | 2005-04-08        | Hoary Hedgehog    | Array      | 2006 10-31  | Prvo izdanje sa KDE 3.4 i selekcijom najupotrebljivijih KDE programa. Neki od njih se ne nalaze u oficijelnom KDE-u, uključujući Amarok, Kaffeine, Gwenview, i K3b. Uključen je i menadžer ažuriranja; Podržan sa Kickstart-om. |
| 5.10      | 2005-10-13        | Breezy Badger     | Colony     | 2007 04-13  | KDE 3.4.3 i "Guidance" konfiguracijski alati. takođe dolazi sa Adept Package Manager, prvim koji je koristio "debtags" za lakšu pretragu (zamenjuje Kynaptic menadžer paketa koji je korišten u prethodnom izdanju ); "System Settings", reorganizovani "kcontrol"-oliki centar i KDE Bluetooth; Grafički "boot" proces sa linijom progresa (USplash); "OEM Installer" podrška; "Launchpad tracking"; GCC 4.0. |
| 6.06 LTS  | 2006-06-01        | Dapper Drake      | Flight     | 2009-06     | Izdanje sa dugom podrškom - Long Term Support (LTS); LiveCD i "Installer" na jednom disku; "Ubiquity" aplikacija za instaliranje; "Adept" obaveštenja i pojednostavljena aplikacija za instalaciju paketa; Vodič za "X Display" konfiguraciju; Bolja podrška za Azijske jezike; Avahi mrežna aplikacija |
| 6.10      | 2006-10-26        | Edgy Eft          | Knot       | 2008-04     | KDE 3.5.5. Ovo izdanje donosi aplikaciju za menadžment fotografija Digikam i profile za osobe sa posebnim potrebama. "System Settings" je redizajniran, menadžment napajanja, podrška za mreže i posebne tipke na laptopima su poboljšani. Takođe donosi i automatski raport problema i Upstart. |
| 7.04      | 2007-04-19        | Feisty Fawn       | Herd       | 2008-10     | KDE 3.5.6; Aisitent za migracije; KVM; lako instaliranje kodeka i vlasničkih drajvera; "System Settings" su restrukturirani u "General" i "Advanced" kategorije; poboljšan Hewlett-Packard menadžment štampača; KNetworkManager uključen; WPA podrška; Sistem za pomoć baziran na temama; PowerPC podrška je napuštena.                                                                                        |
| 7.10      | 2007-10-18        | Gutsy Gibbon      | Tribe      | 2009-04     | Dolazi sa Strigi i Dolphin podrazumevano. Qt port "GDebi" aplikacije za grafičku instalaciju package files. Uključen menadžer za vlasničke drajvere po prvi put. Novi "kubuntu-restricted-extras" je dostupan za instalaciju iz repozitorijuma. |
| 8.04      | 2008-04-24        | Hardy Heron       | Alpha      | 2009-10     | Neće biti izdanje sa dugom podrškom - Long Term Support (LTS). Dolaziće sa KDE 3.5 i KDE 4.0. Ovo izdanje nastoji da obezbedi paritet svim aplikacijam sa GNOME-baziranim Ubuntu-om. |
| 8.10      | 2008-10-30        | Intrepid Ibex     | Alpha      | 2010-04     | |
| 9.04      | 2009-04-23        | Jaunty Jackalope  |            | 2010-10     | KDE 4.2.2, kernel 2.6.28, Xserver 1.6 |
| 9.10      | 2009-10-29        | Karmic Koala      |            | 2011-04-28  | KDE 4.3.2, GRUB 2, kernel 2.6.31 |
| 10.04 LTS | 2010-04-29        | Lucid Lynx        |            | 2013-05-09  | KDE 4.4.2, kernel 2.6.32, KPackageKit 0.5.4 |
| 10.10     | 2010-10-10        | Maverick Meerkat  |            | 2012-04     | |
| 11.04     | 2011-04-28        | Natty Narwhal     |            | 2012-10-28  | KDE SC 4.6, kernel 2.6.38 |
| 11.10     | 2011-10-13        | Oneiric Ocelot    |            | 2013-05-09  | KDE SC 4.7, kernel 3.0.3 |
| 12.04 LTS | 2012-04-26        | Precise Pangolin  |            | 2017-04-28  | KDE SC 4.8, kernel 3.2.0. |
| 12.10     | 2012-10-18        | Quantal Quetzal   |            | 2014-04     | LibreOffice 3.6.2.2, Rekonq 1.1, KDE SC 4.9.2 |
| 13.04     | 2013-04-25        | Raring Ringtail   |            | 2014-01     | KDE SC 4.10, Muon Suite 2, LibreOffice 4 |
| 13.10     | 2013-10-17        | Saucy Salamander  |            | 2014-06     | KDE SC 4.11.2, LibreOffice 4.1.2 rc3 |
| 14.04 LTS | 2014-04-17        | Trusty Tahr       |            | 2019-04     | KDE SC 4.13.0, LibreOffice 4.2.3.3 |
| 14.10     | 2014-10-23        | Utopic Unicorn    |            | 2015-06     | KDE SC 4.14 |
| 15.04     | 2015-04-23        | Vivid Vervet      |            | 2016-06     | |
| 15.10     | 2015-10-22        | Wily Werewolf     |            | 2016-06     | KDE Plasma 5.4.1, Firefox 41.0, LibreOffice 5.0. |
| 16.04 LTS | 2016-04-21        | Xenial Xerus      |            | 2019-04     | KDE Plasma 5.5, Firefox 45, LibreOffice 5.1 |
| 16.10     | 2016-10-13        | Yakkety Yak       |            | 2017-06     | |
| 17.04     | 2017-04-13        | Zesty Zapus       |            | 2018-01     | KDE Plasma 5.9, KDE Applications 16.12.3, KDE Frameworks 5.31, LibreOffice 5.3, Firefox 52, Linux Kernel 4.10 |
| 17.10     | 2017-10-19        | Artful Aardvark   |            | 2018-07     | KDE Plasma 5.10, KDE Applications 17.04.3, KDE Frameworks 5.38, LibreOffice 5.4.1, Firefox 56, Linux Kernel 4.13 |
| 18.04 LTS | 2018-04-26        | Bionic Beaver     |            | 2021-04     | KDE Plasma 5.12 LTS, LibreOffice 6.0, Firefox 59; |
| 18.10     | 18. oktobar 2018  | Cosmic Cuttlefish |            | 2019-07     | KDE Plasma 5.13, LibreOffice 6.1.2, Firefox 63; |
| 19.04     | 18. april 2019    | Disco Dingo       |            | 2020-01     | Plasma 5.15, LibreOffice 6.2.2, Firefox 66; |
| 19.10     | 17. oktobara 2019 | Eoan Ermine       |            | 2020-07     | KDE Plasma 5.16, LibreOffice 6.3, Firefox 69; |
| 20.04 LTS | 3. april 2020     | Focal Fossa       | Beta       | 2025-04     | Plasma 5.18, LibreOffice 6.4, Firefox 74; |
| 20.10     | 22. oktobara 2020 | Groovy Gorilla    |            | 2021-07     | Plasma 5.19.5, LibreOffice 7.0, Firefox 81; |
| 21.04     | 22. april 2021    | Hirsute Hippo     |            | 2022-01-20  | Linux kernel 5.11, KDE Plasma 5.21, LibreOffice 7.1, Firefox 87 |
| 21.10     | 15. oktobara 2021 | Impish Indri      |            | 2022-07-15  | Linux Kernel 5.13, KDE Plasma 5.22, LibreOffice 7.2.1, Firefox 92; |
| 22.04 LTS | 21. april 2022    | Jammy Jellyfish   |            | 2025-04     | |
| 22.10     | 20. oktobara 2022 | Kinetic Kudu      |            | 2023-07     | |

## Galerija
- Kubuntu 5.04 (2005)
- Kubuntu 6.06 LTS
- Kubuntu 8.04
- Kubuntu 10.04 LTS
- Kubuntu 12.04 LTS
- Kubuntu 14.04 LTS
- Kubuntu 16.04 LTS
- Kubuntu 18.04 LTS
- Kubuntu 20.04 LTS
- Kubuntu 22.04 LTS (sr)
- Kubuntu 22.04 LTS (sr) (2022)
- Kubuntu 22.04 LTS (sr@latin)
- Kubuntu 22.04 LTS (sr@latin) (2022)

## Spoljašnje veze
- Službena stranica
- Kubuntu na DistroWatchu
- Neslužbeni Kubuntu vodič
- Kubuntu Srbija
- Kubuntu FAQ - Shipit
- Kubuntu FAQ - Značenje riječi
- Ubuntu 6.06.1 LTS izdanje